# Френк Синатра Млађи
Франсис Вејн Синатра (енгл. Francis Wayne Sinatra; Џерзи Сити, 10. јануар 1944 — 16. март 2016), познатији као Френк Синатра Млађи (енгл. Frank Sinatra Jr.), био је амерички певач, текстописац, глумац и аранжер.. Био је син Френка Синатре и његове прве супруге Ненси. 

## Биографија
Рођен је у Њу Џерзију, а одрастао је у Калифорнији у којој се и школовао. Студирао је на Универзитету Јужне Калифорније и желео је да постане диригент и пијаниста. Ипак убрзо је почео да пева у бенду Елиот Брадрс у ком је дебитовао а његов глас који је доста подсећао на очев донео му је славу. Франк Јр. је наступао у великим клубовима широм Сједињених Држава, Канаде, Јапана, Бразила и Енглеске. Сарађивао је са великим бројем бендова али и са својим оцем, Френком Синатром и сестром, Ненси Синатром.
8. децембра 1963. године, група аматерских криминалаца надајући се да ће је обогатити, одлучила је да отме Синатру Јр. и да за њега тражи откуп. Бари Кенан и Џо Амслер пратили су 19-годишњег певача. Синатра Јр. је то вече наступао у клубу у близини језера Тахое на граници Калифорније и Неваде када су га, након наступа, отмичари одвели у аутомобил претходно му покривши очи и везавши његовог пријатеља. Након тога су тражили суму од 240,000 долара. Трећи завереник, Џон Ирвин, је позвао Френка Синатру рекавши му да следи упутства отмичара. Синатра Старији се обратио ФБИ-у и размена је убрзо извршена а сви отмичари су касније ухваћени.
Френк Синатра Јуниор је преминуо 16. марта 2016. године на Флориди, САД.

## Рад
Френк Синатра Јуниор је заувек остао у сенци свог оца. Путовао је по целом свету са својом емисијом "Синатра пева Синатру", а такође је глумио у неким филмовима. Ипак и сам је изјавио 2012. године „Мој недостатак успеха ме не мучи у овој фази мог живота, не. Када сам био млађи, сигурно сам желео да имам одређени степен, да тако кажемо, идентитета. Али никада није дошло". О свом оцу је ретко говорио, а и тада би га ословљавао само са "Френк Синатра". Синатра Јуниор је писао и певао многе песме: 
- 'Ol Man River
- (I'm Afraid) The Masquerade Is Over
- (On The) Street Of Dreams
- Can I Steal A Little Love?
- Clarinet Reflections
- Cry Me A River
- Don't Ever Go Away
- Fairy Tale
- Feeling Good
- French Foreign Legion
- Girl Talk
- Granada
- Night And Day
- Old Devil Moon
- Softly As In a Morning Sunrise
- Spice
- Spring Is Here
- That Face
- The Most Beautiful Girl In The World
- The People That You Never Get To Love
- Three Coins In The Fountain
- Trouble With Hello Is Goodbye
- Walking Happy
- What A Difference A Day Made
- You'll Never Know

Све ове песме су само део његовог рада.